# Demosthenesia weberbaueri
Demosthenesia weberbaueri är en ljungväxtart som först beskrevs av Herman Otto Sleumer, och fick sitt nu gällande namn av Herman Otto Sleumer. Demosthenesia weberbaueri ingår i släktet Demosthenesia, och familjen ljungväxter. Inga underarter finns listade i Catalogue of Life.